# Bolšaja kolcevaja (linka metra v Moskvě)
Bolšaja kolcevaja (rusky Большая кольцевая линия, možno přeložit jako „Velká okružní“), před zprovoznění nových úseků nazývána jako Třetí přestupní okruh (rusky Третий пересадочный контур) je jedna z linek moskevského metra. Označována také bývá někdy jako linka 11 světle modrou až světle tyrkysovou barvou. Linku v současné době obsluhují tři depa – Zamoskvorjeckoje, Nižegorodskoje a Aminěvskoje.

## Vznik a vývoj
První část linky byla vytvořena v roce 1995 z jižní části Zamoskvorecké linky pod jménem Kachovskaja, stanice zde pocházejí ale z roku 1969. Kachovskaja spojovala Zamoskvoreckou trasu s Serpuchovsko-Timirjazevskou, a to jako jediná tangenciálně vedená linka. Kachovskaja existovala již dříve jako větev původní trasy, nakonec byl ale na nátlak místních obyvatel tento nepraktický systém zrušen a během konce 80. a začátku 90. let se tak zprovoznila již jako jedenáctá linka metra v hlavním městě, oddělená od ostatních.
Zprovoznění dalšího úseku linky bylo plánováno na 27. listopadu 2017, a to v úseku Dělovoj centr – Petrovskij park, avšak tento termín nebyl dodržen. Tento úsek byl nakonec zprovozněn 26. února 2018, přičemž do dokončení dalších úseků byla provozně propojená linka Kalininsko-Solncevskaja v úseku Ramenki – Dělovoj centr právě s tímto novým úsekem. Spoje byly kombinovány tak, že jeden typ spojů ze stanice Petrovskij Park se napojil na Kalininsko-Solncevskou linku do stanice Ramenki, přičemž neprojížděl stanicí Dělovoj centr a ze stanice Šelepicha pokračoval přímo do stanice Park Pobědy na Kalininsko-Solncevské lince, odkud pokračoval dál do stanice Ramenki. Druhý typ spojů odbočoval na Kalininsko-Solncevskou linku a pokračoval do stanice Dělovoj centr, kde svou jízdu ukončil. 
Zprovoznění posledních propojovacích úseků Savjolovskaja – Elektrozavodskaja a Kachovskaja – Nižegorodskaja proběhlo 1. března 2023. Linka se tak stala nejdelší okružní linkou metra na světě. Stanice Dělovoj centr a Šelepicha nebudou nastálo součástí linky Bolšaja kolcevaja, počítá se s nimi do nově plánované Rubljovo-Archangelské linky a v současnosti jsou obsluhovány spoji, které jsou ukončeny ve stanici Savjolovskaja a naopak (přes Petrovskij Park). V březnu 2024 dojde k jejích dočasnému uzavření do zprovoznění zmiňované linky.

## Stanice
- Chorošovskaja
- CSKA
- Petrovskij park
- Savjolovskaja
- Marina Rošča
- Rižskaja
- Sokolniki
- Elektrozavodskaja
- Lefortovo
- Aviamotornaja
- Nižegorodskaja
- Tekstilščiki
- Pečatniki
- Nagatinskij Zaton
- Klenovyj bulvar
- Kaširskaja
- Varšavskaja
- Kachovskaja
- Zjuzino
- Voroncovskaja
- Novatorskaja
- Prospekt Vernadskogo
- Mičurinskij prospekt
- Aminěvskaja
- Davydkovo
- Kuncevskaja
- Těrechovo
- Mňovniki
- Narodnoje Opolčenije